# Имотски
Имотски је град у Хрватској, у Сплитско-далматинској жупанији.

## Географски положај
Имотска крајина смјестила се иза планине Биоково. Заузима простор од око 600 . Са сјевероистока је омеђена босанскохерцеговачком границом, са југа Макарским приморјем, а са сјеверозапада сињско-омишким простором. Налази се на надморској висини од 260 m (Имотско поље) до 440 m (град Имотски).
Град Имотски има два бисера природе: Црвено и Модро језеро. Модро језеро љети постаје купалиште. Уређеним серпентинама купачи се спуштају све до језера и плаже, док Црвеном језеру због престрмих литица које га окружују није могуће приступити. Простор Имотске крајине можемо подијелити у три природне цјелине: крашко подручје уз обод поља, те простране крашке површине и увале на ширем простору — Имотско поље, као велико тектонско улегнуће, те планински масив Биоково.

### Клима и вегетација
Имотски и Имотска крајина имају средоземну климу. Снијег је ријетка појава. Најнижа забиљежена температура је -13 °C. Температуре се љети могу попети и до 43 °C, па ту расте углавном борова шума. Највише има чемпреса, алепског те далматинског црног бора. Има и шума храста сладуна те црнике. Овдје од растиња превладава макија — зимзелена шикара, а има и смиља.

## Историја
Имотски је 1838. године варошица подигнута на једном брду, испод којег је лепо поље. По пољу тече река Врљика. У насељу има 837 становника.
До територијалне реорганизације у Хрватској налазио се у саставу старе општине Имотски.

### Срби у месту
Помиње се 1808. године српска православна црква у самој вароши - "Имоцком". Била је посвећена Успењу Пресвете Богородице, а у њој службовао један парох. Свештеник је био претплатник далматинског календара, Спиро Маргетић протопрезвитер. Купци истог календара за 1852-1853. годину били су: поп Спиридон Маргетић, Никола Маргетић и Марко Шундечић.

## Становништво
На попису становништва 2011. године, град Имотски је имао 10.764 становника, од чега у самом Имотском 4.757.

### Град Имотски
| Број становника по пописима | Број становника по пописима | Број становника по пописима | Број становника по пописима | Број становника по пописима | Број становника по пописима | Број становника по пописима | Број становника по пописима | Број становника по пописима | Број становника по пописима | Број становника по пописима | Број становника по пописима | Број становника по пописима | Број становника по пописима | Број становника по пописима | Број становника по пописима |
| --------------------------- | --------------------------- | --------------------------- | --------------------------- | --------------------------- | --------------------------- | --------------------------- | --------------------------- | --------------------------- | --------------------------- | --------------------------- | --------------------------- | --------------------------- | --------------------------- | --------------------------- | --------------------------- |
| 1857.                       | 1869.                       | 1880.                       | 1890.                       | 1900.                       | 1910.                       | 1921.                       | 1931.                       | 1948.                       | 1953.                       | 1961.                       | 1971.                       | 1981.                       | 1991.                       | 2001.                       | 2011                        |
| 3.127                       | 3.538                       | 3.704                       | 4.307                       | 4.827                       | 5.410                       | 5.693                       | 5.911                       | 6.879                       | 7.147                       | 7.362                       | 8.084                       | 8.911                       | 9.935                       | 10.213                      | 10.764                      |

Напомена: Настао из старе општине Имотски.

### Имотски (насељено место)
| Број становника по пописима | Број становника по пописима | Број становника по пописима | Број становника по пописима | Број становника по пописима | Број становника по пописима | Број становника по пописима | Број становника по пописима | Број становника по пописима | Број становника по пописима | Број становника по пописима | Број становника по пописима | Број становника по пописима | Број становника по пописима | Број становника по пописима | Број становника по пописима |
| --------------------------- | --------------------------- | --------------------------- | --------------------------- | --------------------------- | --------------------------- | --------------------------- | --------------------------- | --------------------------- | --------------------------- | --------------------------- | --------------------------- | --------------------------- | --------------------------- | --------------------------- | --------------------------- |
| 1857.                       | 1869.                       | 1880.                       | 1890.                       | 1900.                       | 1910.                       | 1921.                       | 1931.                       | 1948.                       | 1953.                       | 1961.                       | 1971.                       | 1981.                       | 1991.                       | 2001.                       | 2011                        |
| 871                         | 1.954                       | 1.182                       | 1.331                       | 1.446                       | 1.511                       | 1.697                       | 1.457                       | 1.701                       | 1.808                       | 1.874                       | 2.422                       | 3.234                       | 4.000                       | 4.347                       | 4.757                       |

Напомена: У 1869. садржи податке за насеља Главина Доња и Главина Горња.

### Попис 1991.
На попису становништва 1991. године, насељено место Имотски је имало 4.000 становника, следећег националног састава:
| Попис 1991.‍   | Попис 1991.‍  | Попис 1991.‍ | Попис 1991.‍ | Попис 1991.‍ |
| ------------- | ------------ | ----------- | ----------- | ----------- |
|               |              |             |             |             |
| Хрвати        | Хрвати       |             | 3.699       | 92,47%      |
| Срби          | Срби         |             | 152         | 3,80%       |
| Југословени   | Југословени  |             | 24          | 0,60%       |
| Албанци       | Албанци      |             | 15          | 0,37%       |
| Црногорци     | Црногорци    |             | 11          | 0,27%       |
| Муслимани     | Муслимани    |             | 5           | 0,12%       |
| Грци          | Грци         |             | 1           | 0,02%       |
| Мађари        | Мађари       |             | 1           | 0,02%       |
| Македонци     | Македонци    |             | 1           | 0,02%       |
| Немци         | Немци        |             | 1           | 0,02%       |
| остали        | остали       |             | 4           | 0,10%       |
| неопредељени  | неопредељени |             | 35          | 0,87%       |
| непознато     | непознато    |             | 51          | 1,27%       |
| укупно: 4.000 |              |             |             |             |

## Спорт
- ФК "Имотски"
- Боћарски клуб "Бериновац"
- Кошаркашки клуб „Имотски“
- Ронилачки клуб „Црвено језеро“
- Куглачки клуб "Имотски"
- Теквондо клуб "Имотски"

## Култура
- Хрватски дувачки оркестар
- Мандолина Имота
- Мандолински оркестар
- КУД "Сељачка слога" — Вињани

## Образовање

### Основне школе
- Основна школа „Стјепан Радић“

### Средње школе
- Техничка школа Имотски
- Економска школа Имотски
- Гимназија „др. Мате Ујевића“ Имотски

## Партнерски градови
- Бјеловар